# 6404 Vanavara
6404 Vanavara eller 1991 PS6 är en asteroid i huvudbältet som upptäcktes den 6 augusti 1991 av den belgiske astronomen Eric W. Elst vid La Silla-observatoriet. Den är uppkallad efter Vanavara i Sibirien.
Asteroiden har en diameter på ungefär 17 kilometer.